# Camino (Lugo)
Camino(llamada oficialmente San Mamede do Camiño) es una parroquia española del municipio de Sarria, en la provincia de Lugo, Galicia.

## Otras denominaciones
La parroquia también es conocida por el nombre de San Mamede de Camiño.

## Organización territorial
La parroquia está formada por tres entidades de población, constando dos de ellas en el nomenclátor del Instituto Nacional de Estadística español:
- Airexe
- San Mamede
- San Pedro

## Demografía
| Gráfica de evolución demográfica de Camino entre 2000 y 2021 |
|                                                              |
| Datos según el nomenclátor publicado por el INE.             |